# Glypta rufa
Glypta rufa là một loài tò vò trong họ Ichneumonidae.